# Martina Müller (Tennisspielerin)
Martina Müller-Skibbe (* 11. Oktober 1982 in Hannover) ist eine ehemalige deutsche Tennisspielerin.

## Tenniskarriere
Martina Müller spielte von 2001 bis 2003 sowie 2006 und 2008 im deutschen Fed-Cup-Team und wurde 1999 sowie 2005 Deutsche Meisterin im Tennis. Trainiert wurde sie von ihrem Vater Reinhard Müller.
Ab 1999 war sie Profispielerin und bestritt ihre ersten ITF-Turniere, von denen sie in ihrer Karriere jeweils zehn (Einzel/Doppel) gewinnen konnte.
Ihr größter Erfolg war der Titelgewinn 2002 beim WTA-Turnier in Budapest, wo sie im Finale die Schweizerin Myriam Casanova besiegte. Im selben Jahr erreichte sie die dritte Runde bei den US Open, ihr bestes Abschneiden bei einem Grand-Slam-Turnier. Weitere Erfolge feierte sie mit Siegen über die Top-10-Spielerinnen Conchita Martínez, Patty Schnyder oder Amanda Coetzer.
Im Juli 2007 erreichte Müller in Palermo noch einmal das Endspiel eines WTA-Turniers, das sie in zwei glatten Sätzen gegen Ágnes Szávay verlor.
2009 und 2010 nahm sie eine Auszeit vom Tennis; seit 20. Juli 2010 ist sie Mutter eines Sohnes.
Zu Beginn des Jahres 2011 scheiterte sie viermal in der Qualifikation (u. a. in Melbourne). Am 18. August 2011, am Tag ihrer Hochzeit mit Florian Skibbe, erklärte Martina Müller ihren Rückzug vom Profitennis.

## Turniersiege

### Einzel
| Nr. | Datum          | Turnier  | Kategorie  | Belag | Finalgegnerin   | Ergebnis      |
| --- | -------------- | -------- | ---------- | ----- | --------------- | ------------- |
| 1.  | 21. April 2002 | Budapest | WTA Tier V | Sand  | Myriam Casanova | 6:2, 3:6, 6:4 |

### Doppel
| Nr. | Datum         | Turnier          | Kategorie    | Belag | Partnerin         | Finalgegnerinnen                | Ergebnis |
| --- | ------------- | ---------------- | ------------ | ----- | ----------------- | ------------------------------- | -------- |
| 1.  | 22. Juni 2002 | ’s-Hertogenbosch | WTA Tier III | Rasen | Catherine Barclay | Bianka Lamade Magdalena Maleewa | 6:4, 7:5 |

## Abschneiden bei Grand-Slam-Turnieren

### Einzel
| Turnier         | 2001 | 2002 | 2003 | 2004 | 2005 | 2006 | 2007 | 2008 | 2009 | Karriere |
| --------------- | ---- | ---- | ---- | ---- | ---- | ---- | ---- | ---- | ---- | -------- |
| Australian Open | —    | 2    | 1    | —    | Q2   | 2    | 2    | 1    | Q2   | 2        |
| French Open     | —    | 2    | 1    | —    | Q2   | 2    | 2    | 1    | —    | 2        |
| Wimbledon       | —    | 1    | Q1   | —    | Q1   | 2    | 2    | 1    | —    | 2        |
| US Open         | 1    | 3    | Q1   | Q1   | 1    | 2    | 1    | —    | —    | 3        |

Zeichenerklärung: S = Turniersieg; F, HF, VF, AF = Einzug ins Finale / Halbfinale / Viertelfinale / Achtelfinale; 1, 2, 3 = Ausscheiden in der 1. / 2. / 3. Hauptrunde; Q1, Q2, Q3 = Ausscheiden in der 1. / 2. / 3. Runde der Qualifikation; n. a. = nicht ausgetragen

### Doppel
| Turnier         | 2002 | 2003 | 2004 | 2005 | 2006 | 2007 | 2008 | 2009 | Karriere |
| --------------- | ---- | ---- | ---- | ---- | ---- | ---- | ---- | ---- | -------- |
| Australian Open | 2    | 1    | —    | 1    | —    | 2    | 2    | 2    | 2        |
| French Open     | —    | 2    | 1    | —    | 2    | 2    | 1    | —    | 2        |
| Wimbledon       | —    | 1    | —    | —    | 1    | 1    | 1    | —    | 1        |
| US Open         | 1    | —    | —    | —    | 1    | 1    | 1    | —    | 1        |